# The Association
The Association é uma banda de pop music da Califórnia. São mais lembrados por sua popularidade na década de 1960, quando emplacaram diversos hits nas paradas da Billboard. O grupo ainda continua na ativa.

## Discografia
- And Then… Along Comes The Association (1966)
- Renaissance  (1967)
- Insight Out  (1967)
- Birthday  (1968)
- Goodbye, Columbus  (1969)
- Greatest Hits  (1969)
- The Association  (1969)
- The Association Live (1970)
- Stop Your Motor  (1971)
- Waterbeds in Trinidad!  (1972)
- The Association 95: A Little Bit More (1995)
- Just the Right Sound - The Anthology 1966-1981 (2002)